# Merguez
La merguez (in arabo ﻤﺮﻛﺲ‎?) è una salsiccia fresca speziata a base di carne di manzo o di montone e pollo, tipica della cucina maghrebina. È molto popolare anche in Medio Oriente e in Francia, dove si è diffuso negli ultimi decenni del XX secolo in seguito dell'immigrazione dal Maghreb.

## Preparazione
La salsiccia viene speziata generosamente con il cumino, il peperoncino o l'harissa (il che lo rende un piatto dal sapore piccante e gli conferisce il suo tipico colore rosso) e con altre spezie come il rhus, il finocchio e l'aglio. La merguez viene solitamente mangiata grigliata. La variante secca della salsiccia viene usata per aggiungere il suo sapore caratteristico al tajine (pietanza di carne in umido). Viene anche gustata all'interno dei panini e con delle patate fritte.

## Etimologia
La merguez, termine di cui esistono diverse trascrizioni anche in arabo (mirkas (ﻤﺮﻛﺲ), plur. marākis (ﻤﺮﺍﻛﺲ), mirkās (ﻤﺮﻛﺎﺱ), markas (ﻤﺭﻛﺲ) e mirqāz (ﻤﺮﻗﺲ)) è una famosa salsiccia originaria della regione del Maghreb. L'esitazione nel pronunciare, all'interno del nome, la k al posto della q, probabilmente riflette la pronuncia del fonema /ɡ/, per la quale non esiste una pronuncia ben definita e, dunque, non ha rilevanza fonologica.
Ulteriori elementi fuorvianti dipendono dal fatto che, in alcuni dialetti del Maghreb, la ventunesima lettera dell'alfabeto arabo, ovvero la lettera Qāf, viene talvolta pronunciata con l'occlusiva velare sonora [ɡ], come allofono dell'occlusiva uvulare sorda [q]. Si attesta che il primo utilizzo del termine mirkās or merkās in Arabo Andaluso risalga al dodicesimo secolo. Un autore collega il termine con il vocabolo spagnolo morcilla or morcon.